# باکسی بی
باکسی بی (انگلیسی: Roxee B؛ زادهٔ ۲۰ ژانویهٔ ۱۹۸۵) یک موسیقی‌دان و هنرپیشه اهل ایالات متحده آمریکا است.